# Heidecksburg

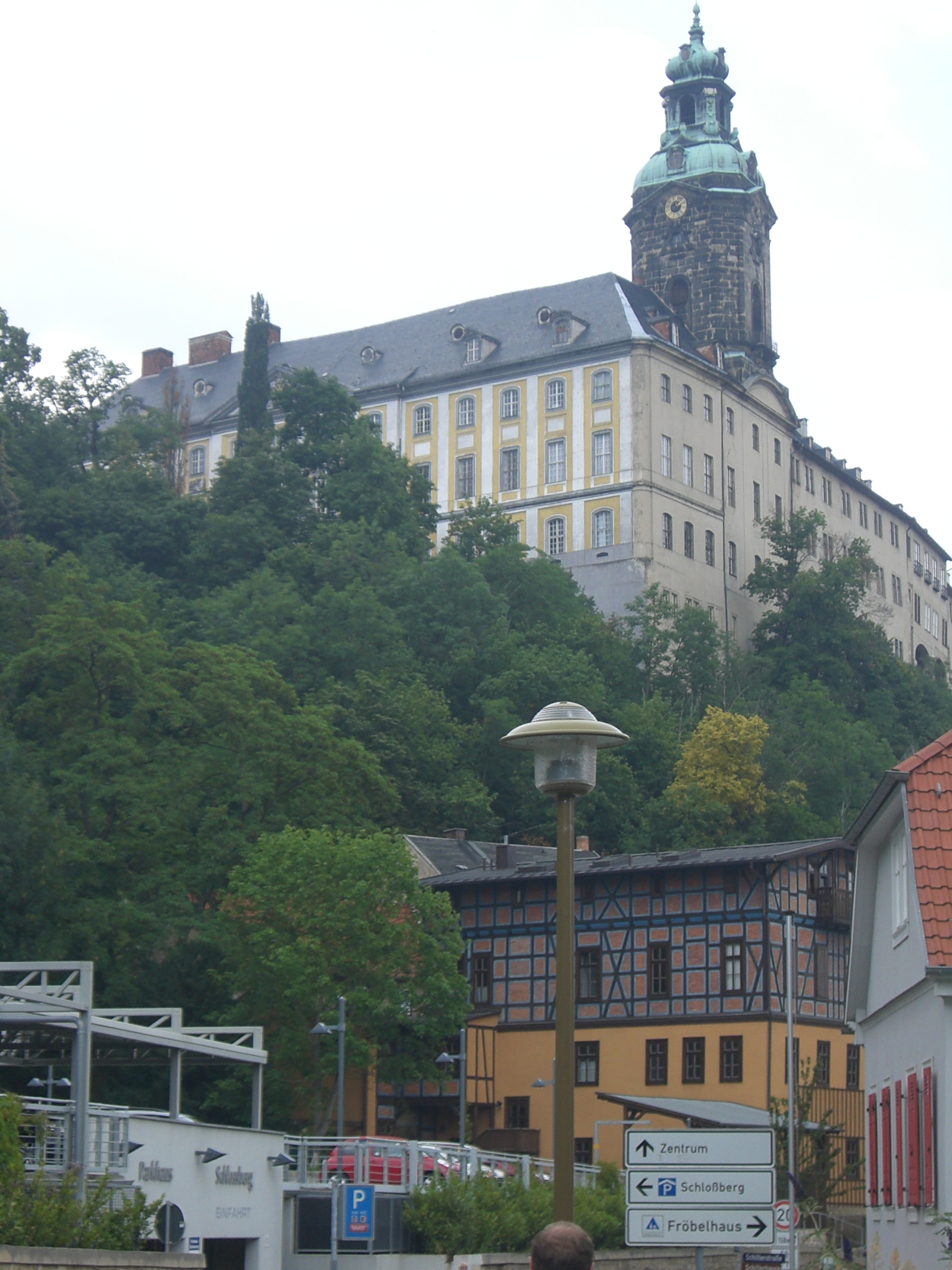
Die Heidecksburg

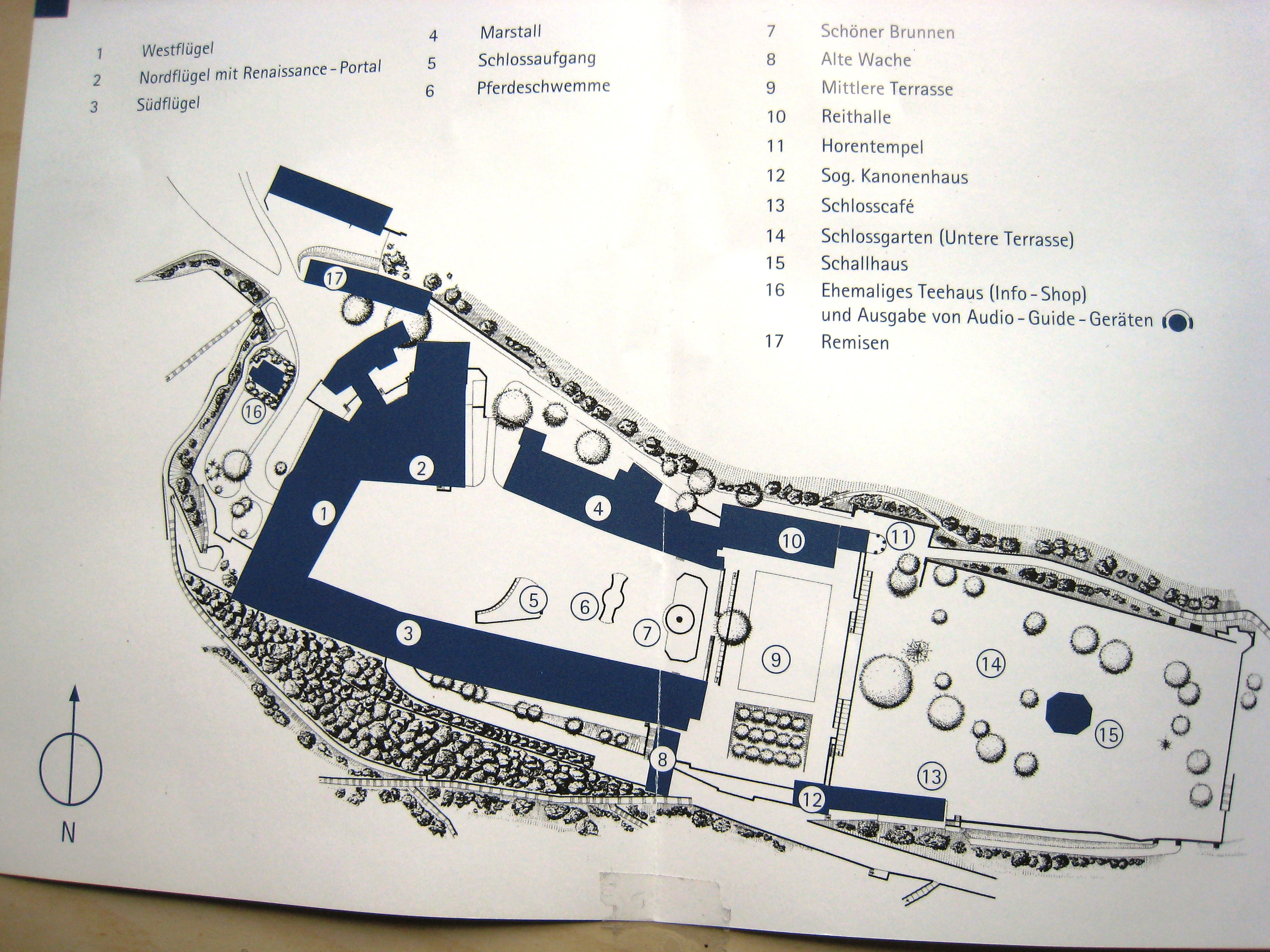
Übersichtsplan der Heidecksburg

Schloss Heidecksburg ist das ehemalige Residenzschloss der Fürsten von Schwarzburg-Rudolstadt im thüringischen Rudolstadt und liegt, das Stadtbild beherrschend, rund 60 Meter über dem Altstadtkern. Heute sind im Schloss das Thüringer Landesmuseum Heidecksburg und das Thüringer Staatsarchiv Rudolstadt untergebracht. 

## Die mittelalterliche Burg
Vorgängerbau war eine Burg aus dem 13. Jahrhundert, die sich in etwa auf dem Gelände des heutigen Schlossgartens befand. Sie gehörte den Grafen von Orlamünde, wurde 1334 von den Grafen von Schwarzburg erworben und im Thüringischen Grafenkrieg im März 1345 zerstört. Von diesem Bauwerk sind keine sichtbaren Überreste mehr vorhanden. In der zweiten Hälfte des 14. Jahrhunderts wurde ein Nachfolgebau errichtet, der sich etwa zwischen der heutigen Freilichtbühne und der Mitte des Schlossplatzes befand. Vermutlich stammt der heute in den Marstall integrierte Rundturm von diesem Bauwerk. 

## Das Renaissanceschloss

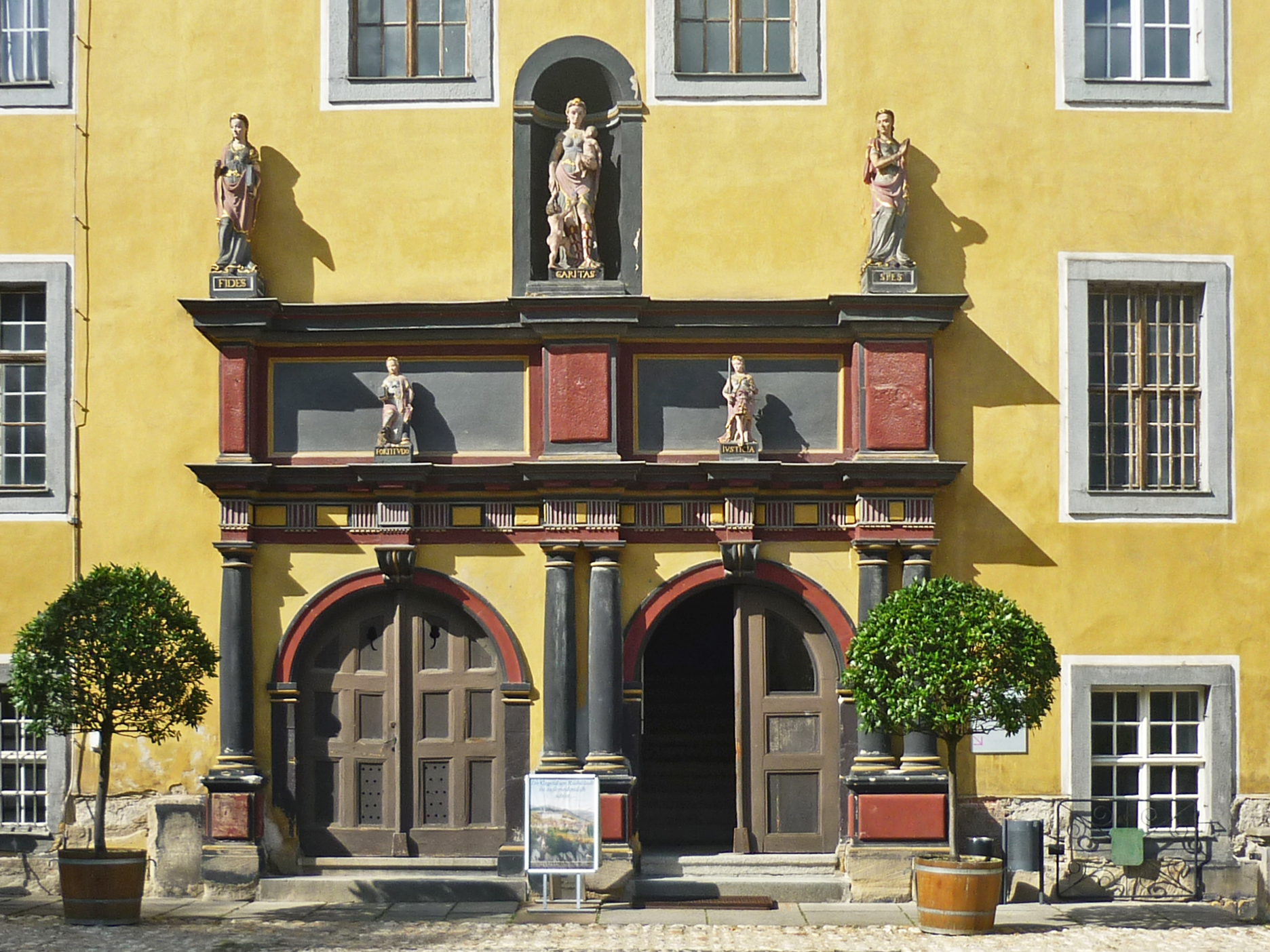
Renaissanceportal am Nordflügel der großen Umbauphase von Georg Robin 1571/75

1570 fand eine Landesteilung der Schwarzburgischen Herrschaften statt und dies ergab den Anlass, die alte Burg über Rudolstadt zu einem Residenzschloss nach den Idealen der Renaissance umzubauen und zu erweitern. Die Planung für die Bauarbeiten an dem Schloss nach den auf Regularität zielenden Idealen der Vitruvianischen Architekturtheorie übernahm ab 1571 der in den Niederlanden und wahrscheinlich auch in Italien geschulte Architekt Georg Robin. 1571 wurden die Pläne gezeichnet, und Robin leitete bis 1575 die Arbeiten, die danach von Christoph Junghans weitergeführt wurden. Es entstand ein dreiflügeliges Renaissanceschloss, das in seinen Ausmaßen und der Lage von Turm und Durchfahrt zur Stadt bereits weitgehend der heutigen Anlage entsprach.

## Barocker Neubau

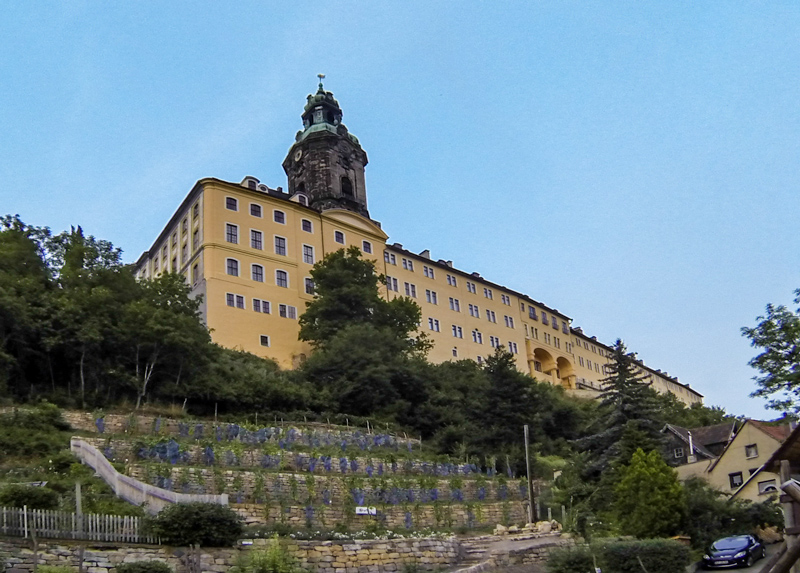
Das Residenzschloss Heidecksburg in Rudolstadt, eines der prachtvollsten Barockschlösser in Thüringen, 2013.

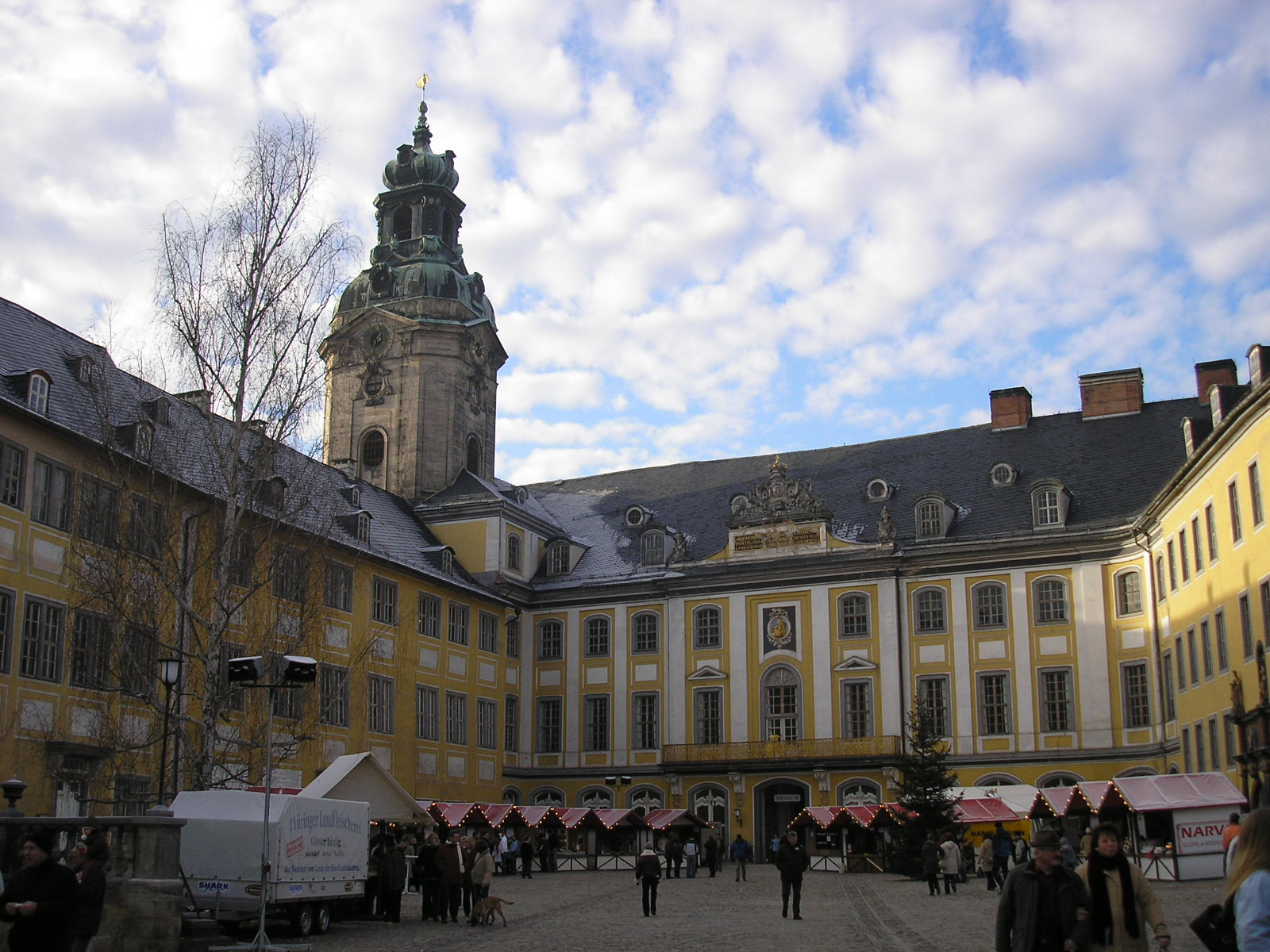
Innenhof mit Weihnachtsmarkt

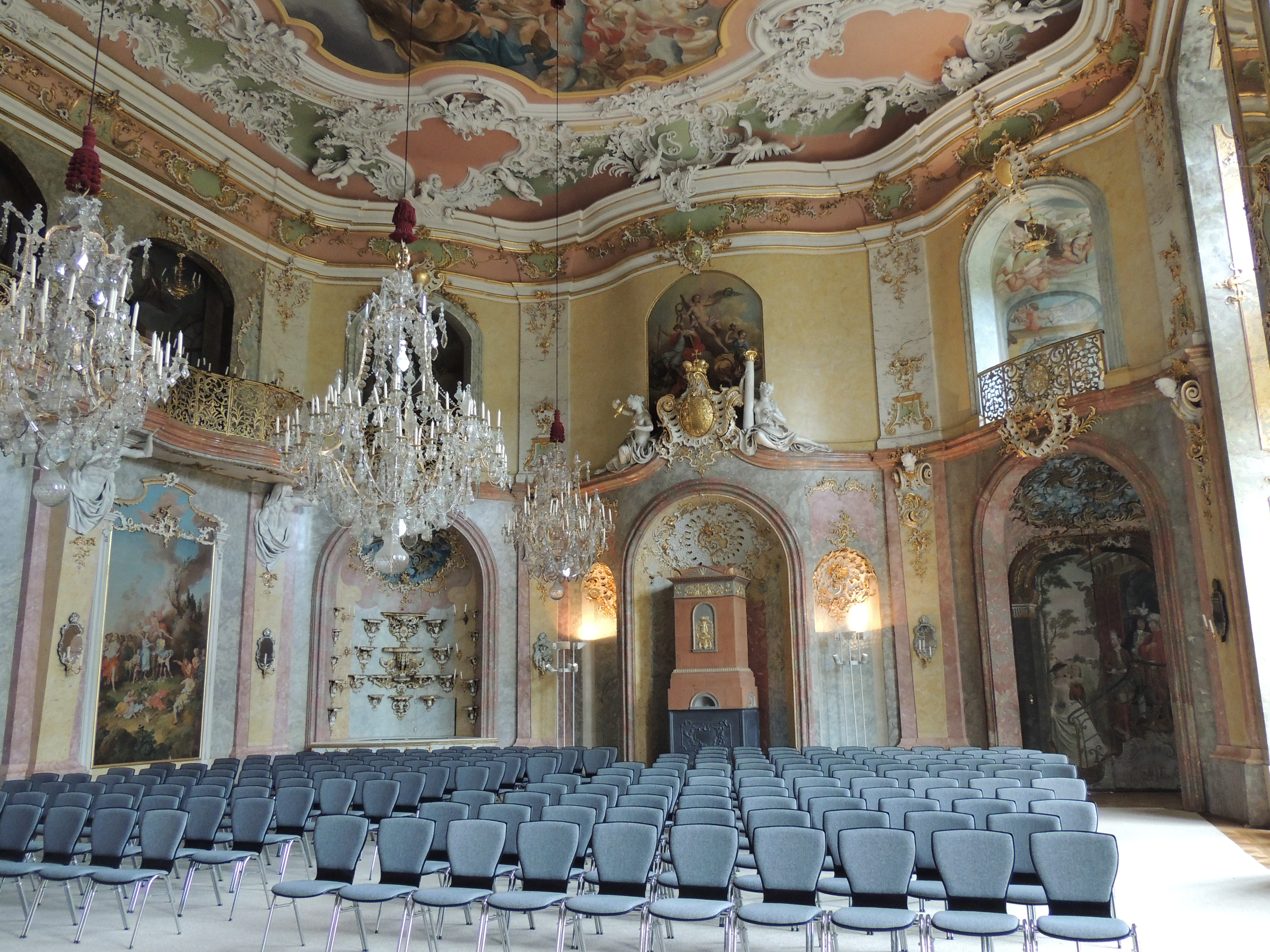
Barocker Festsaal der Heidecksburg

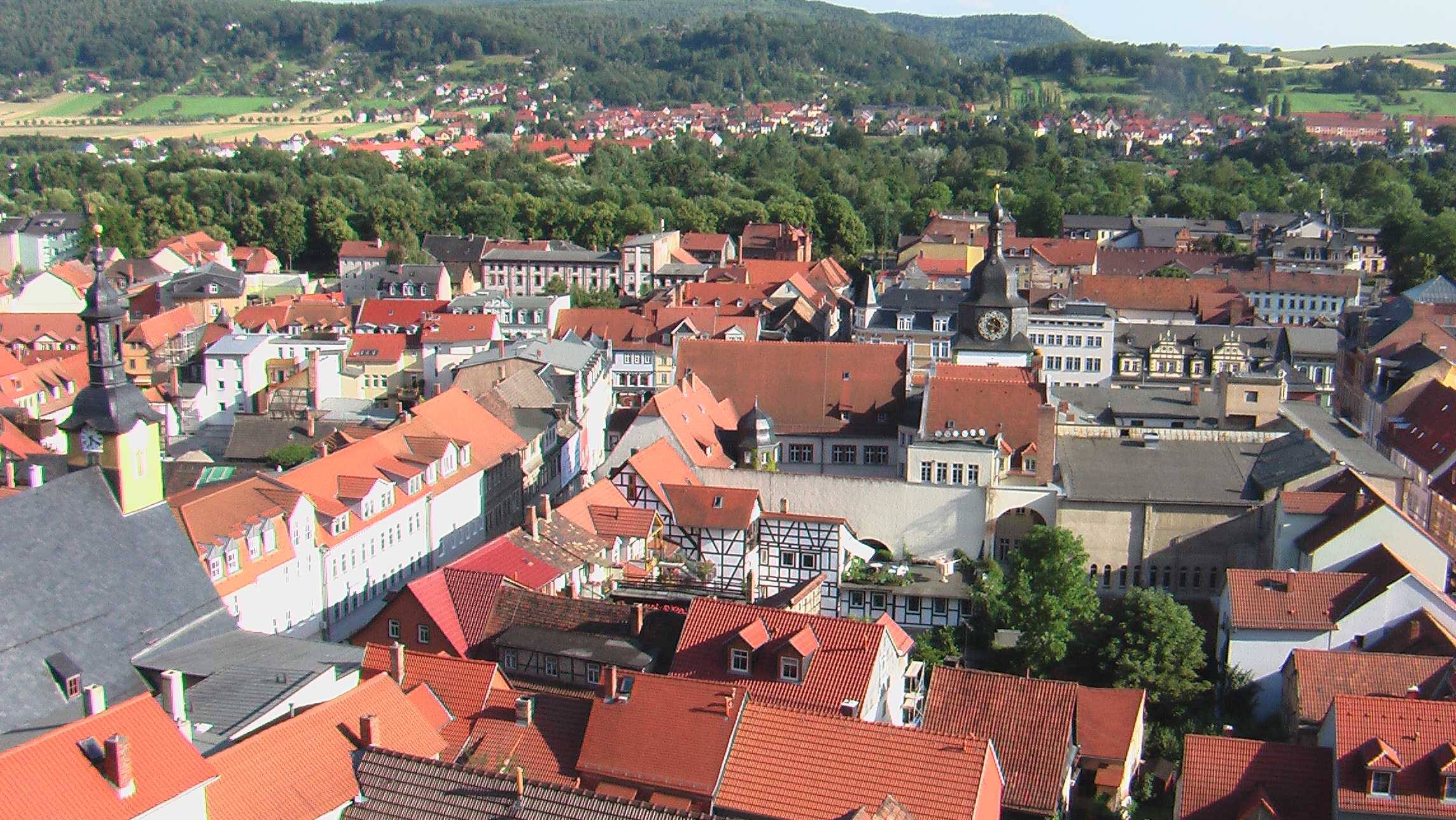
Blick von der Heidecksburg auf Rudolstadt (2007)

1735 brannte auch dieses Schloss weitgehend aus. Lediglich das Wachgebäude, das Rippengewölbe im Erdgeschoss des Westflügels, das Portal am Nordflügel sowie große Teile des Südflügels (mit Toreinfahrt, Spiegelkabinett und einigen anderen Räumen) blieben verschont und wurden in das neue Bauwerk integriert. 1737 begannen die Bauarbeiten für den Wiederaufbau der neuen barocken Residenz, die dem Repräsentationsanspruch des 1710 in den Fürstenstand erhobenen Hauses Schwarzburg-Rudolstadt Rechnung tragen sollte.
Der Schlosshof ist rund 150 Meter lang. Des Schlosses Südflügel beruht weitgehend auf der Bausubstanz des Vorgängerbaus. Der neue Hauptflügel wurde im Westen des Hofes errichtet. Sein Zentrum ist ein prunkvoller Festsaal, der heute noch zu besichtigen ist und für kulturelle Veranstaltungen, wie Schlosskonzerte, genutzt wird. Ihm ist von jeder Seite eine repräsentative Raumfolge zugeordnet. Der Nordflügel war als Verwaltungssitz für die fürstlichen Ministerien vorgesehen und wurde durch mehrere kleinere Wirtschaftsgebäude, unter anderem den Marstall, erweitert. Als letztes größeres Bauwerk dieser Phase wurde 1744 der 40 Meter hohe Schlossturm errichtet.
Fürst Friedrich Anton wollte nach dem Brand zunächst Matthäus Daniel Pöppelmann, den Erbauer des Dresdner Zwingers, mit der Neuerrichtung beauftragen, dieser starb jedoch schon 1736. Baumeister der Anlage wurde schließlich Pöppelmanns Nachfolger als Dresdner Oberlandbaumeister, Johann Christoph Knöffel (1686–1752). Die Einflüsse des Dresdner Spätbarocks zeigen sich vor allem an der von Knöffel entworfenen Fassade des Westflügels und an der Anordnung der Räume im Hauptflügel. Letztere zeigen mit ihrer Aufteilung in zwei Appartements aus Vorzimmer, Hauptzimmer, Kabinett mit Alkoven und Garderobe deutliche französische Einflüsse und waren auf die Bequemlichkeit für ihre Bewohner ausgerichtet. Allerdings gingen die Arbeiten nicht so schnell voran wie geplant. Grund war vor allem die Arbeitsüberlastung Knöffels, der mit dem Anfertigen der Baupläne nicht nachkam. Deshalb wurde ihm 1743 die Bauleitung entzogen und an den Landesbaumeister des benachbarten Weimar, Gottfried Heinrich Krohne (1703–1756), übergeben. Unter ihm ging der Ausbau schneller voran. Zum Zeitpunkt seines Todes 1756 waren die Ausstattungsarbeiten zwar bei weitem nicht beendet, er hatte jedoch genaue Pläne dazu hinterlassen, so dass bis in die 1770er Jahre auf deren Grundlage gearbeitet wurde. Der endgültige Fertigstellungstermin wird auf einer Tafel mit 1786 angegeben. Allerdings wurde am Nordflügel und im Osten des Südflügels noch fast bis 1810 gearbeitet.
Das Schloss hob sich zumindest unter den Residenzen der zahlreichen thüringischen Kleinstaaten dieser Zeit durch seine große Prachtentfaltung hervor. Diese besteht vor allem aus Krohnes herausragender Dekoration des 12 Meter hohen Festsaals. Den ursprünglich strikt rechteckigen Saal Knöffels stattete Krohne mit wellenförmig geschwungenen Wänden, Ofennischen auf den Schmalseiten, abgerundeten Ecken mit Büfettnischen und Logen im oberen Teil aus. Dazu kamen reiche Stuckverzierungen an den Wänden und ein Deckenfresko. Südlich des Festsaales wurden ab 1742 die „roten Räume“ gestaltet, 1750 folgten Zimmer auf der nördlichen Seite, die sich um den „Grünen Saal“ gruppieren und in den 1770er Jahren fertiggestellt wurden. Auch diese Räume verfügen über reichen Schmuck aus Stuck, Deckengemälden, Wandbildern und Schnitzereien. Sämtliche Räume des Festsaal-Ensembles wurden durch eine Galerie miteinander und mit den beiden Treppenhäusern verbunden. Der Südflügel besteht vor allem aus Wohnräumen, die aber mehrfach nach persönlichen Vorlieben und Moden umdekoriert wurden und deshalb heute ein uneinheitliches Erscheinungsbild bieten.
Das Schallhaus wurde Ende des 17. Jahrhunderts zunächst als Gartenpavillon auf der unteren der Schlossterrassen errichtet.

## Weitere Bauphasen

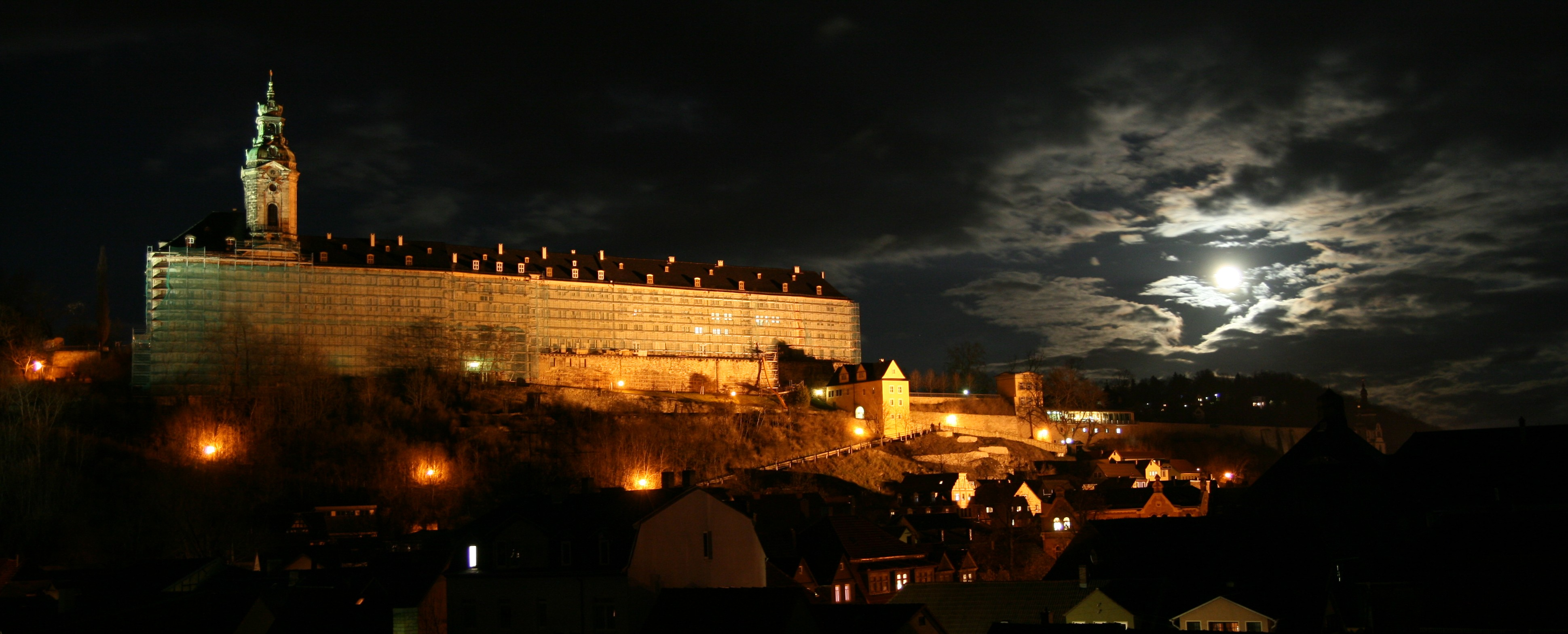
Die Heidecksburg bei Nacht, von der Schillerstraße gesehen

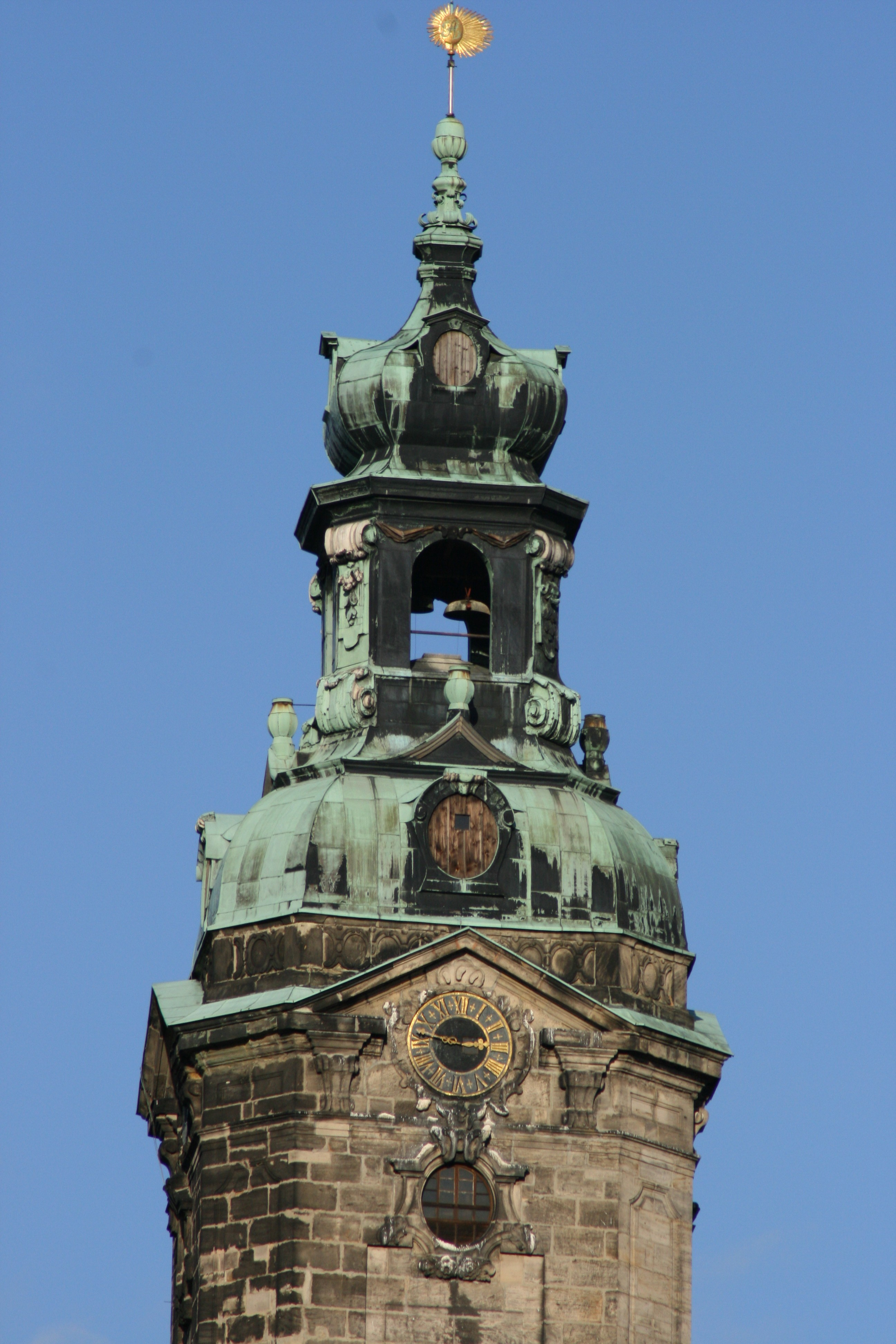
Turm der Heidecksburg

Bereits kurz nach der Fertigstellung des Innenausbaus begann um 1800 eine neue intensive Bauphase. Einzelne kleinere Räume wurden nach den Vorstellungen des Klassizismus neu gestaltet. Im Schlossgarten entstanden ein Horentempel, künstliche Ruinen und Säulenstümpfe. Außerdem wurde der Südflügel nach Osten erweitert.
Nach 1918 und dem Regierungsverzicht des Fürsten Günther Victor diente das Schloss als Standort für mehrere Museen, die sich 1950 zum „Staatlichen Museum Heidecksburg“ zusammenschlossen. 1940 war wegen der Umbaumaßnahmen am Schloss Schwarzburg die dortige Waffensammlung auf das Schloss Heidecksburg gebracht worden. Sie erlitt 1945 erhebliche Einbußen. In den 1950er Jahren wurde zunächst das Dach des Schlosses erneuert und 1956 die Decken im West- und Nordflügel gesichert. 1966 erhielt der Schlossturm ein neues Kupferdach. 1971 wurde das Spiegelkabinett im Südflügel restauriert, das noch aus dem Vorgängerschloss stammt. Seit 1994 wurden umfangreiche Sanierungsmaßnahmen durch die Stiftung Thüringer Schlösser und Gärten realisiert, die seit dieser Zeit Eigentümer des Schlosses ist. So wurde der Schlosshof neu gepflastert, die Galerieräume instand gesetzt, und im Südflügel wurden moderne Verwaltungsräume eingerichtet sowie in mehreren Teilabschnitten das Schlossdach erneuert.
Heute beherbergt das Schloss das Thüringer Landesmuseum Heidecksburg und das Staatsarchiv Rudolstadt. Darüber hinaus ist es Sitz der Stiftung Thüringer Schlösser und Gärten. Die Prunkräume können in Führungen besichtigt und z. T. (Festsaal, Grüner Saal, Porzellangalerie, Schlosshof, mittlere Terrasse) auch für Veranstaltungen angemietet werden.
Von 1967 bis zu seinem Ableben 1997 hatte der Bildhauer Alfred Priebe im Schloss seine Wohnung und sein Atelier.

## Dauerausstellungen

### Waffensammlung
Das Thüringer Landesmuseum Heidecksburg besitzt eine umfangreiche Waffensammlung mit rund 4000 Exponaten aus der Zeit des 15. bis 19. Jahrhunderts. Ein Teil dieser Sammlung wurde bis 2012 im spätgotischen Gewölbesaal der Rudolstädter Heidecksburg ausgestellt. Die Bestände wurden danach im Rahmen eines Projektes von Bund, Land Thüringen, Landkreis Saalfeld-Rudolstadt und dem Landesmuseum Heidecksburg restauriert und wissenschaftlich aufgearbeitet. Nach Abschluss dieser Arbeiten und der Restaurierung des originalen Zeughausgebäudes des Schlosses Schwarzburg wird die Waffensammlung seit Mai 2018 wieder dort ausgestellt.

### „Rococo en miniature“

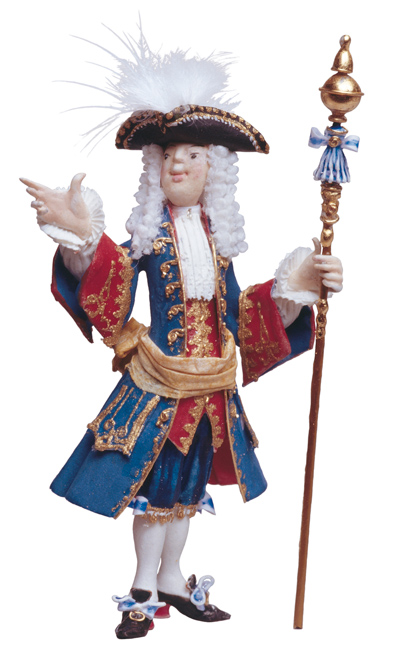
Rudolf von Schwatzburg, eine Figur aus der Miniaturenwelt Rococo en miniature

Die Ausstellung Rococo en miniature – Die Schlösser der gepriesenen Insel präsentiert das Lebenswerk von Gerhard Bätz und Manfred Kiedorf, das beide im Laufe von über 50 Jahren gemeinsam geschaffen haben. Gezeigt wird die Fantasiewelt der Königreiche Pelarien und Dyonien. Diese besteht aus mehreren Miniaturschlössern (Maßstab 1:50) im Stil des Rokoko mit hunderten Bewohnern und Einrichtungsgegenständen. Die Schau befindet sich seit 2007 in der ehemaligen fürstlichen Hofküche der Heidecksburg.

## Trivia
Der 1912 von Rudolf Herzer komponierte Marsch Hoch Heidecksburg ist nach dem Schloss benannt.

## Sagen
- Ludwig Bechstein: Das Frühmal[6] (Sage mit Bezug zu einem wohl tatsächlich auf dem Schloß stattgefundenen Ereignis, das Rudolstädter Frühmahl. Gräfin Katharina von Schwarzburg, geborene Fürstgräfin von Henneberg, zwang hier angeblich Herzog Alba mit bewaffneten Bediensteten, das Raubgut seiner Soldaten an ihre Untertanen zurückzugeben. Dazu musste der Herzog nach einem Essen auf dem Schloss eine Anordnung an seine Truppe schriftlich erlassen. Eine Gedenktafel über der Gruft der Gräfin in der Rudolstädter Kirche erinnert an dieses Ereignis.)